# King Buzzo (EP)
King Buzzo è un EP dei Melvins, più precisamente del cantante e chitarrista della band Buzz Osborne, pubblicato dalla Boner Records nel 1992.

## Il disco
Per la realizzazione di questo EP Buzz Osborne si è avvalso della collaborazione di Dave Grohl (Nirvana, Foo Fighters), accreditato sul disco come Dale Nixon, pseudonimo già utilizzato da Greg Ginn sull'album dei Black Flag My War. Osborne non suona nel pezzo Skeeter, che null'altro è se non un remix del pezzo Just Another Story About Skeeter Thompson, che Dave Grohl aveva registrato il 23 dicembre 1990 insieme ad altri cinque pezzi, che formeranno la tracklist dell'album solista dello stesso Grohl, Pocketwatch, pubblicato sotto lo pseudonimo di Late!. Skeeter Thompson era il bassista della vecchia band di Grohl, gli Scream.

## Tracce
1. Isabella (Osborne) - 3:15
2. Porg (Osborne) - 4:02
3. Annum (Osborne) - 4:29
4. Skeeter (Grohl) - 2:03

## Formazione
- Buzz Osborne - voce, chitarra, basso
- Dave Grohl - voce, chitarra, basso, batteria